# Ormetica collateralis
Ormetica collateralis är en fjärilsart som beskrevs av George Francis Hampson 1901. Ormetica collateralis ingår i släktet Ormetica och familjen björnspinnare. Inga underarter finns listade i Catalogue of Life.